# Patrick Wateau
Patrick Wateau est un poète et peintre français, né le 17 mai 1959 à Guise.

## Expositions
- « Incandescences » Du 4 avril au 26 juillet 2009, Musée Victor Hugo, Villequier, France[3].
- « Bernard Noël Patrick Wateau » Du 26 février au 10 avril 2010, Galerie Remarque, Trans-en-Provence, France[4].
- « Forme noire »Du 15 mars au 17 avril 2024, Centre du livre d'artiste en Bretagne, Plougonven, (Exposition collective : Pierrette Bloch, Jean-Yves Bosseur, Gilbert Dupuis, Philippe Guitton, Jean-Yves Langlois, Vera Molnar, Pierre Soulages, Patrick Wateau).

## À propos de Patrick Wateau
- Richard Blin, Semen-contra, dans Le matricule des anges n° 55, juillet-août 2004.
- Paul Laborde, Notes de lecture, Patrick Wateau " Gens de guerre ", 2017.
- Alexandre Battaglia, Poésie et intensité dans l'œuvre de Patrick Wateau, Thèse Université Paris VIII, 2018.

## Archives
- Les archives de Patrick Wateau sont déposées à la Bibliothèque nationale de France au Département des Manuscrits et à la Réserve des livres rares.